# Hundestilling
Hundestillingen (engelsk: doggystyle) er en samlejestilling, hvor kvinden (eller den passive mand) støtter på knæ og hænder og manden derved kan indføre penis bagfra i enten vagina eller anus.
Den stilling, som den modtagende partner indtager, ligner lordoseadfærd - en fysisk stilling, der ses hos mange hunpattedyr, ofte når de er klar til sex/parring, og hvis primære kendetegn er en ventral bue af rygsøjlen. Under vaginal penetration bagfra kan penis trænge dybere ind i skeden, hvor den fortrinsvis kommer i kontakt med den bageste væg i skeden og sandsynligvis når den bageste fornix; mens den i missionærstillingen fortrinsvis er i kontakt med den forreste væg i skeden, og spidsen af penis kan nå den forreste fornix.